# Варшавская радиомачта
Варшавская радиомачта, или Радиомачта в Константынуве (пол. Maszt radiowy w Konstantynowie) — радиомачта высотой более 646 метров, располагавшаяся в деревне Константынув Плоцкого повета Польши. С 1974 года до обрушения в 1991 году была самым высоким сооружением на Земле.
Варшавской радиомачте были посвящены несколько почтовых марок.

## Назначение
Радиомачта была предназначена для длинноволнового радиовещания на территорию Польши и Европы. Использовалась Варшавской государственной телерадиокомпанией для вещания первой программы польского радио на частоте 225 кГц (227 кГц до 1 февраля 1988 года). Вся радиомачта действовала как полуволновая вертикальная антенна (единственная когда-либо существовавшая для длинных волн). Передатчик имел мощность 2000 кВт, его сигнал можно было принимать в Европе, Северной Африке и даже Северной Америке.
Официально радиопередающий центр назывался «Radiofoniczny Ośrodek Nadawczy w Konstantynowie», «Radiowe Centrum Nadawcze w Konstantynowie» или «Warszawska Radiostacja Centralna (WRC) w Gąbinie». Вещательная программа называлась «Program Pierwszy Polskiego Radia» (Первая программа Польского радио), «Program I PR» (Программа 1 ПР) или неофициально «Jedynka» (Единичка).

## Технические характеристики

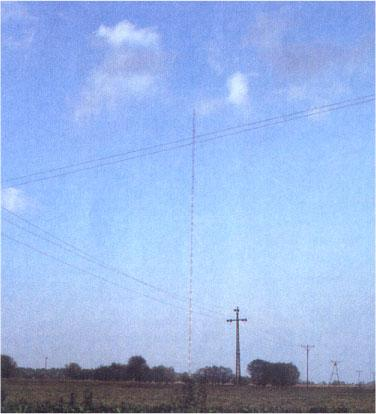
Радиомачта в 1989 году

Проект радиомачты разработал инженер Ян Полак (Jan Polak), который ранее проектировал другие польские радиомачты. Строительство началось в июле 1970 года и было завершено 18 мая 1974 года. Сооружение на момент своего завершения стало высочайшим в мире. С 22 июля 1974 года началась его эксплуатация.
Мачта представляла собой набор из 86 секций из стальных труб с фланцами, соединяемых между собой болтами. Трубы имели наружный диаметр 245 мм, а толщина их стенок менялась от 34 до 8 мм в зависимости от высоты. Каждая секция имела высоту 7,5 м, а в поперечном сечении по всей высоте представляла собой равносторонний треугольник со сторонами 4,8 м. Общая масса конструкции составляла 420 т (по польским источникам, по другим сведениям — от 380 до 660 т). В пяти местах мачту удерживало по три оттяжки стальными изолированными тросами диаметром 50 мм. Каждая оттяжка крепилась в отдельном блоке на земле. Общая масса оттяжек с изоляторами составляла 80 тонн.
В мачту был встроен лифт с максимальной скоростью 0,35 м/с (требовалось 30 минут, чтобы подняться от основания к верхушке мачты). Лифт дублировался обычными лестницами. Мачта была установлена на изоляторе высотой 2 м, выдерживающем напряжение до 120 кВ.
Передатчик находился примерно в 600 м от мачты. В здании объёмом 17 000 м3 размещались два передающих модуля, изготовленных швейцарской фирмой Brown, Boveri & Cie, мощностью 1000 кВт каждый. Сигнал от передатчика к мачте подводился через специальную воздушную коаксиальную линию. На площади 65 га разместилась заземляющая сеть диаметром около 600 м в виде квадратов со стороной 76 м. Для питания передатчика была построена отдельная подстанция.

## Сравнение с другими высотными сооружениями

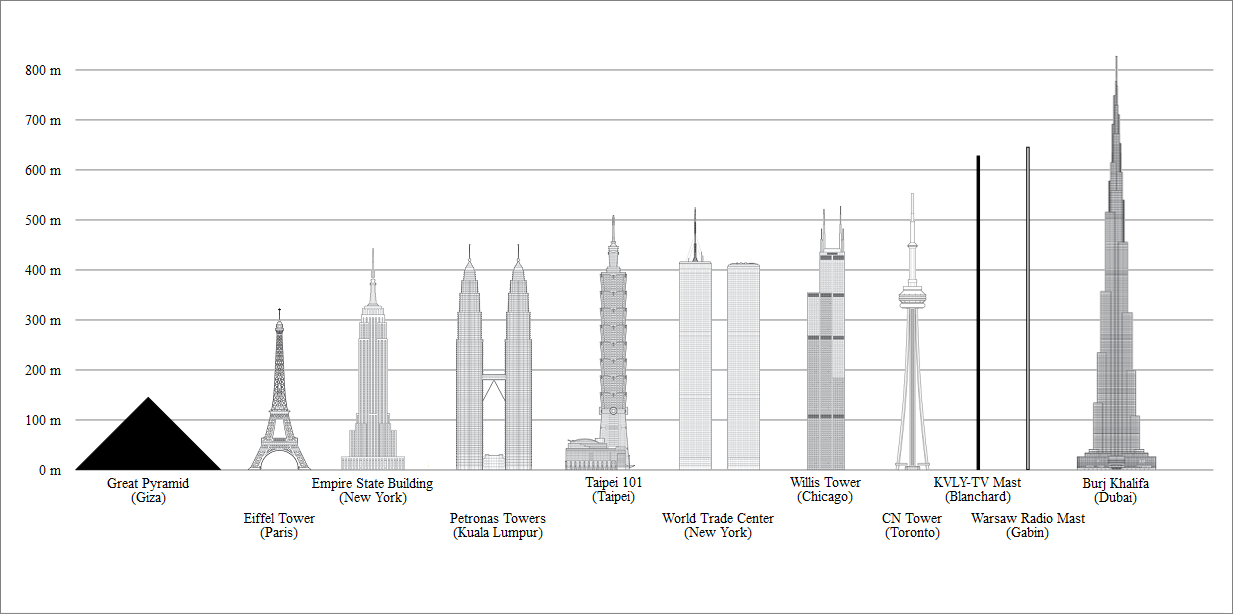
Варшавская радиомачта в сравнении с другими высотными сооружениями

Варшавская радиомачта считалась самым высоким когда-либо существовавшим сооружением (превосходя даже Останкинскую телебашню более чем на 100 м) до 2008 года, когда небоскрёб Бурдж-Халифа превзошёл радиомачту по высоте. В несоциалистической Европе не было строений, даже приближавшихся по высоте к Варшавской радиомачте (самое высокое из них — Хеллисандурская радиомачта в Исландии, 412 м). В США с 1963 года самой высокой является телерадиомачта KVLY-TV в Северной Дакоте высотой 628,8 м. В 2012 году ввели в эксплуатацию телебашню Tokyo Skytree в Токио, ставшую самой высокой в мире (634 м) и уступающую по высоте Варшавской радиомачте всего на 12 м.
Обычно высокие антенные сооружения сами не являются антеннами и не изолируются от земли. Например, телерадиомачта KVLY — это всего лишь конструкция для того, чтобы поднять компактную антенну повыше (самая длинная из антенн KVLY имеет высоту 34 м). После обрушения Варшавской радиомачты самым высоким электрически изолированным сооружением стала Луалуалейская ОНЧ-станция (Гавайи, 458 м) для связи с подводными лодками.

## Обрушение

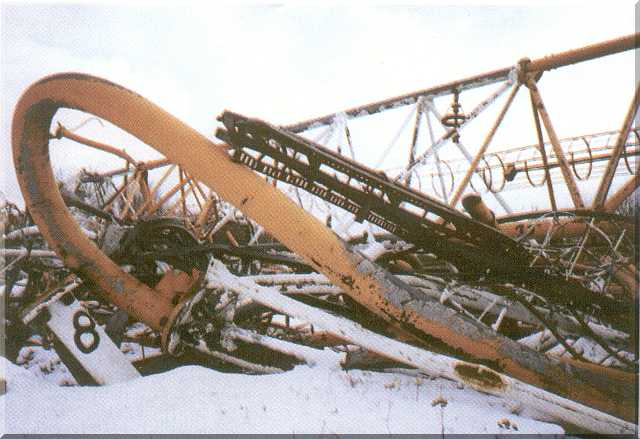
Обломки радиомачты

Мачта обрушилась 8 августа 1991 года во время замены одной из оттяжек. Эту версию подтвердил главный конструктор мачты Ян Поляк. Мачта сначала согнулась, а затем разрушилась посередине. Верхняя часть обрушилась возле основания, а нижняя рухнула в противоположном направлении. При обрушении жертв и пострадавших не было.
После обрушения мачты поляки в шутку стали называть её «самой длинной башней в мире».

### Вопрос восстановления или замены
После обрушения мачты Польская телерадиовещательная компания стала использовать старый радиопередатчик с мачтой высотой 335 м под Варшавой. Польское правительство уже в апреле 1992 года планировало восстановить мачту в Константинове. В 1995 году начались подготовительные работы, однако вскоре их пришлось прекратить — местные жители активно протестовали, утверждая, что электромагнитное излучение мачты вредно для здоровья. Хотя точность этих утверждений не была проверена, было рассмотрено несколько других мест, но из-за постоянного сопротивления жителей (при поддержке профсоюза «Солидарность») запланированная высота мачты и мощность передатчиков были значительно уменьшены, и для строительства был выбран старый военный объект.
В 1998—1999 годах был построен новый радиовещательный центр длинноволновой передачи с передатчиком мощностью 1200 кВт на частоте 225 кГц. В качестве антенн используются две четвертьволновые мачты высотой 330 и 289 метров. Центр был запущен 4 сентября 1999 года.

### Текущее состояние
Почти все сооружения объекта, за исключением мачты и линии радиочастотной передачи, остаются на месте, но поскольку заброшены, то медленно разрушаются.

## Реплика
Радиовышка «Radio Gaúcha AM Guaíba» в Элдораду-ду-Суле (Бразилия) является почти точной репликой Варшавской радиомачты (35,5 % от её высоты, около 230 м).